# Чон Кван Ик
Чон Кван Ик (род. 5 апреля 1988, Пхеньян) — северокорейский футболист, защитник клуба «Амноккан» и сборной Северной Кореи.

## Клубная карьера
В чемпионате КНДР дебютировал в 2007 году в составе клуба «Амноккан», за который провёл пять сезонов. В 2012 году на правах аренды перешёл в команду катарского чемпионата, «Лехвия», за которую, впрочем, так и не сыграл. В состав клуба «Амноккан» вернулся в том же году и в настоящее время продолжает выступать за северокорейский клуб.

## Выступления за сборные
В 2005 году дебютировал в составе юношеской сборной Северной Кореи, принял участие в четырёх играх, выступал на чемпионате мира 2005. В 2007 году привлекался в состав молодёжной сборной Северной Кореи, также участвовал в мундиале. На молодёжном уровне сыграл в трёх официальных матчах, забил один гол.
В том же году дебютировал в официальных матчах в составе национальной сборной Северной Кореи. 27 октября забил свой первый гол за команду в ворота Монголии, соперник был разгромлен со счётом 5:1. В составе сборной принял участие в квалификации к чемпионату мира 2010, Кубке Азии 2011, победном Кубке вызова АФК 2012 и Кубке Азии 2015.